# Mataram
Mataram és una ciutat al costat oest de l'illa de Lombok, Indonèsia. És la capital i la ciutat més gran de la província de les Illes Petites de la Sonda Occidentals.
Tres subdistrictes constitueixen l'àrea de Mataram; des de l'oest fins a l'est són: Ampenan, Mataram, i Cakranegara. Ampenan és una vella vila portuària, Mataram és el centre governamental i Cakranegara és el centre comercial de l'illa. A la ciutat hi ha l'aeroport Selaparang.